# Collegio uninominale Umbria - 03
Il collegio elettorale uninominale Umbria - 03 è stato un collegio elettorale uninominale della Repubblica Italiana per l'elezione della Camera dei deputati tra il 2017 ed il 2022.

## Territorio
Come previsto dalla legge elettorale italiana del 2017, il collegio era stato definito tramite decreto legislativo all'interno della circoscrizione Umbria.
Era formato dal territorio di tutta la provincia di Terni e dai comuni di Campello sul Clitunno, Castel Ritaldi, Fratta Todina, Massa Martana, Monte Castello di Vibio, Spoleto e Todi in provincia di Perugia.
Il collegio era parte del collegio plurinominale Umbria - 01.

## Eletti
| Elezione | Elezione | Deputato      | Partito      |
| -------- | -------- | ------------- | ------------ |
|          | 2018     | Raffaele Nevi | Forza Italia |

## Dati elettorali

### XVIII legislatura
Come previsto dalla legge elettorale, 232 deputati erano eletti con sistema a maggioranza relativa in altrettanti collegi uninominali a turno unico.
| Candidati              | Candidati               | Voti    | %     | Liste                    | Voti    | %     |
| ---------------------- | ----------------------- | ------- | ----- | ------------------------ | ------- | ----- |
|                        | Raffaele Nevi ✔️ Eletto | 63 515  | 37,46 | Lega                     | 63 515  | 37,46 |
| Forza Italia           | Raffaele Nevi ✔️ Eletto | 63 515  | 37,46 | 20 199                   | 11,91   |       |
| Fratelli d'Italia      | Raffaele Nevi ✔️ Eletto | 63 515  | 37,46 | 8 508                    | 5,02    |       |
| Noi con l'Italia - UDC | Raffaele Nevi ✔️ Eletto | 63 515  | 37,46 | 677                      | 0,40    |       |
|                        | Lucio Riccetti          | 48 897  | 28,84 | Movimento 5 Stelle       | 48 897  | 28,84 |
|                        | Cesare Damiano          | 43 081  | 25,41 | Partito Democratico      | 38 834  | 22,90 |
| +Europa                | Cesare Damiano          | 43 081  | 25,41 | 3 078                    | 1,82    |       |
| Civica Popolare        | Cesare Damiano          | 43 081  | 25,41 | 609                      | 0,36    |       |
| Italia Europa Insieme  | Cesare Damiano          | 43 081  | 25,41 | 560                      | 0,33    |       |
|                        | Antonio Iannoni         | 5 037   | 2,97  | Liberi e Uguali          | 5 037   | 2,97  |
|                        | Paola Capogrossi        | 2 622   | 1,55  | CasaPound                | 2 622   | 1,55  |
|                        | Emiliano Camuzzi        | 2 151   | 1,27  | Potere al Popolo!        | 2 151   | 1,27  |
|                        | Filippo Capponi         | 1 474   | 0,87  | Partito Comunista        | 1 474   | 0,87  |
|                        | Diego Esposito          | 1 031   | 0,61  | Il Popolo della Famiglia | 1 031   | 0,61  |
|                        | Roberta Scarabattoli    | 711     | 0,42  | Italia agli Italiani     | 711     | 0,42  |
|                        | Federico Salvati        | 466     | 0,27  | PRI-ALA                  | 466     | 0,27  |
|                        | Stefano Bei Angeloni    | 318     | 0,19  | Partito Valore Umano     | 318     | 0,19  |
|                        | Daniele Bravi           | 252     | 0,15  | 10 Volte Meglio          | 252     | 0,15  |
| Totale                 | Totale                  | 169 555 | 100   |                          | 169 555 | 100   |
|                        |                         |         |       |                          |         |       |
| Voti non validi        | Voti non validi         | 4 701   | 2,70  |                          |         |       |
| Votanti                | Votanti                 | 174 256 | 76,63 |                          |         |       |
| Elettori               | Elettori                | 227 412 |       |                          |         |       |